# Torsten Ullman

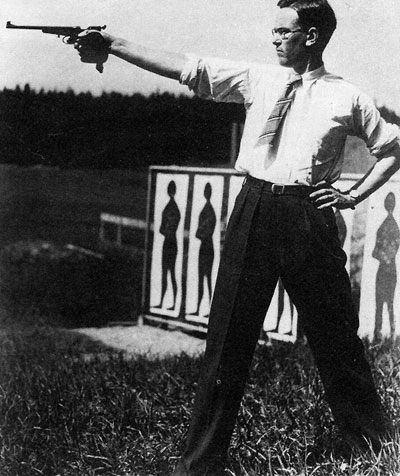
Torsten Ullman

Torsten Elis Ullman (* 27. Juli 1908 in Stockholm; † 11. Mai 1993 in Växjö) war ein schwedischer Sportschütze.
Torsten Ullman war bei den Olympischen Spielen 1936 in Berlin der Hauptkonkurrent der deutschen Pistolenschützen. Am 6. August fiel die Entscheidung mit der Schnellfeuerpistole zugunsten der deutschen Schützen aus. Es siegte Cornelius van Oyen vor Heinz Hax, Ullman gewann das Stechen um die Bronzemedaille gegen den Griechen Angelos Papadimas. Am Tag darauf ging der Wettbewerb mit der Freien Pistole in die Entscheidung, hier siegte Ullman mit 559 Ringen und Weltrekord vor dem deutschen Erich Krempel.
Zwölf Jahre später fanden in London die Olympischen Spiele 1948 statt, die ersten nach dem Zweiten Weltkrieg. Mit der Freien Pistole gewann Ullman Bronze hinter dem Peruaner Edwin Vasquez Cam und dem Schweizer Rudolf Schnyder. Mit der Schnellfeuerpistole belegte Ullman den vierten Platz. Auch 1952 bei den Olympischen Spielen in Helsinki und 1956 in Melbourne erreichte Ullman mit der Freien Pistole wieder das Finale und belegte jeweils den sechsten Platz. Ein Jahr vor den Spielen in Melbourne hatte Anton Jasinski aus der Sowjetunion den Weltrekord von Torsten Ullman übertroffen. Als olympischer Rekord wurde Ullmans Leistung von 1936 erst in Rom bei den Olympischen Spielen 1960 von Alexei Guschtschin aus der Sowjetunion übertroffen. Ullman stand in Rom zum fünften Mal in Folge im Finale mit der Freien Pistole und belegte den vierten Platz.
Zwischen 1933 und 1952 gewann Ullman insgesamt sechs Weltmeistertitel, 1933, 1935, 1937, 1947 und 1952 siegte er mit der Freien Pistole, 1939 mit der Schnellfeuerpistole. 1939 und 1954 wurde Ullman mit der Freien Pistole Vizeweltmeister. 1958 gewann er die schwedische Mannschaftsmeisterschaft im Pistolenschießen zusammen mit seinem Sohn Erland und seiner Tochter Cecilia. Seine jüngste Tochter aus zweiter Ehe, Marie-Louise, wurde 1992 Junioreneuropameisterin mit der Luftpistole.
1937 wurde Ullman als erster Sportschütze mit der Svenska-Dagbladet-Goldmedaille ausgezeichnet. Außerhalb des Sports war Ullman Diplomingenieur, seinen Abschluss hatte er 1930 in Cambridge gemacht. Die von ihm 1944 gegründete Metallverarbeitungsfirma Torsten Ullman AB gehört heute zum Finnveden-Konzern.